# Tokyo Indie Music
『Tokyo Indie Music』（トーキョーインディーミュージック）は、日本のゲームソフトデベロッパー「GAME SHONEN」と「PROTO ACCEL」が共同開発した音楽ゲーム。2020年8月7日にiOS版とAndroid版が配信された。

## ゲーム概要
ゲームのコンセプトは、東京を中心に活動するインディーズミュージシャンによるライブハウスイベントを疑似体験として提供すること。ゲームに登場するアーティストは、すべて実在する人たちである。プレイヤーはアーティストの楽曲をリズムゲームとして遊ぶだけでなく、ミュージックプレイヤー機能を通じて聴くこともできる。

## ゲームシステム
Tokyo Indie Musicは音楽に合わせて画面をタッチすることでプレイできる。
画面上から落ちてくるノーツと呼ばれる円形のオブジェクトが画面下のバーに到達するとき、そのノーツの種類に応じてノーツをタップ、ホールド、またはフリックする必要がある。
各ノーツがどれだけ正確にタッチされたかにより「PERFECT」「GREAT」「GOOD」「MISS」と判定され、その判定に応じたスコアが加算される。各ステージをクリアするためにはトータルスコアで80万点以上を獲得する必要があり、80万点未満の場合は失敗となる。
プレイ中はノーツのタッチに連続して成功するとチェーンカウントが増加し、1回でもミスするとチェーンカウントはリセットされる。
プレイ後はトータルスコアに応じて「D」「C」「B」「A」「S」「SS」（最低→最高）の順に評価が与えられる。
どのステージも最初にプレイする曲を選択し、次に難易度を選択する。難易度は「Easy」「Normal」「Hard」の3つのレベルがあるが、「Hard」は「Normal」をクリアしないと解放されない。

## 出演アーティストと収録楽曲
| 出演アーティスト  | 収録楽曲                    | 収録楽曲         | 収録楽曲          | 収録楽曲       |
| ----------------- | --------------------------- | ---------------- | ----------------- | -------------- |
| NEIGHBOURHOOD     | That Girl                   | UUU              | Give it to me     | Wannabe        |
| Lie Down A Second | Under the Reign of the Moon | Turnstone        | Preparation       | Shadow Memory  |
| ILL WILL          | 無限の声                    | sin city         | Re:new one's hope | Bloom of youth |
| コドモカワウソ    | 3番線                       | さよならカクテル | 青い花            | こんな世界なら |
| ブレーメン        | ウミノコ                    | 夢になって       | ウッドペッカー    | 日々の調       |